# Somewhere Somehow
Somewhere Somehow — четвёртый студийный альбом американской рок-группы We the Kings из Брейдентона (Флорида). Он был выпущен 16 декабря 2013 года на лейбле Ozone Entertainment. Это первый альбом без басиста Дрю Томсена, которого заменил Чарльз Триппи. В состав также был добавлен клавишник Коли О’Тул. После расставания с лейблом S-Curve Records группа выпустила сингл «Just Keep Breathing» в апреле 2013 года. В течение следующих нескольких месяцев группа выпустила синглы «Find You There» и «Any Other Way», после чего отправилась в тур Summer Fest. В конце сентября группа начала кампанию по сбору средств на следующий альбом; в итоге было собрано более $149 000 от 2 309 человек. Группа записывалась в Лос-Анджелесе, штат Калифорния, работая с Блейком Хили, Стивом Шебби и Дэвидом Иммерманом, все из которых были соавторами и продюсерами песен альбома.
Альбом был анонсирован к выпуску под названием Vitam Regum, но через неделю был переименован в Somewhere Somehow. Песня «Art of War» была выпущена в качестве сингла в начале декабря. Альбом Somewhere Somehow был выпущен 16 декабря на лейбле Ozone Entertainment. После тура по США в марте 2014 года группа отправилась в турне по Японии и Австралии, а затем присоединилась к Warped Tour. В середине января 2015 года было выпущено музыкальное видео на песню «That Feeling». Альбом Somewhere Somehow занял 44-е место в Billboard 200 и вошел в топ-10 нескольких других чартов Billboard. Также альбом вошел в топ-20 нескольких британских чартов. Несмотря на неоднозначную оценку критиков, Кларк оценил альбом как «огромный успех!».

## Отзывы
| Оценки критиков | Оценки критиков |
| Источник        | Оценка          |
| --------------- | --------------- |
| AllMusic        | [ 2 ]           |
| Newsday         | B+              |
| SoSoActive      | 4/10            |

Somewhere Somehow получил в целом положительные отзывы критиков.
Рецензент AllMusic Марк Деминг назвал альбом «отполированным, проникновенным набором современной поп-музыки» с «самой доступной работой группы на сегодняшний день». Рецензируя альбом для Newsday, Гленн Гамбоа назвал его «лучшим альбомом группы», дополненным «сильными поп-хуками и первозданным производством». Маркус Кларк из SoSoActive назвал «чрезмерно продюсированные попсовые» бэк-треки «приличными, но я просто не могу ими насладиться». Назвав альбом «попсовым мусором, не имеющим никакой привлекательности», он не понял, почему альбом был так популярен.

## Список композиций
По данным альбомного буклета.
1. «Queen of Hearts» (Travis Clark, Steve Shebby) — 3:34
2. «Find You There» (Clark, Blake Healy) — 3:40
3. «I Feel Alive» (Clark, Healy) — 3:52
4. «I Like It» (Clark, Healy) — 3:19
5. «That Feeling» (Clark, Shebby) — 3:58
6. «See You in My Dreams» (Clark, Healy) — 4:29
7. «Die Young Live Forever» (Clark, Healy, Ryan Daly) — 3:13
8. «Phoenix Hearts» (Clark, Shebby) — 4:04
9. «Any Other Way» (Clark, Healy, Fransisca Hall) — 3:44
10. «Say It Now» (Clark, Healy) — 4:22
11. «Art of War» (Clark, Healy, Kevin Bard, Taylor Clark, Dylan Quagliato) — 4:35
12. «Sad Song» (feat. Elena Coates) (Clark, Bard, David Immerman) — 3:46
13. «Just Keep Breathing» (Clark, Healy, Bard) — 4:05

## Чарты
| Чарт (2015)                                      | Высшая позиция |
| ------------------------------------------------ | -------------- |
| Шотландия Scottish Albums Chart                  | 81             |
| Великобритания UK Albums Chart                   | 88             |
| Великобритания Downloads Chart                   | 17             |
| Великобритания Independent Albums Chart          | 7              |
| Великобритания Independent Albums Breakers Chart | 1              |
| США Billboard 200                                | 44             |
| США Billboard Alternative Albums                 | 5              |
| США Billboard Digital Albums                     | 8              |
| США Billboard Independent Albums                 | 3              |
| США Billboard Top Rock Albums                    | 6              |